# Hapoel Kfar Saba/Kohav Yair
El 'Hapoel Kfar Saba es un equipo de baloncesto israelí que compite en la Liga Leumit, la segunda división del país. Tiene su sede en la ciudad de Kfar Saba.

## Posiciones en Liga
- 2002 - (1-Artzit)
- 2003 - (12-NL)
- 2004 - (Artzit)
- 2008 - (3-Artzit)
- 2012 - (12-NL)
- 2013 - (12-Nat)
- 2014 - (9-Nat)
- 2015 - (11-Nat)

## Jugadores destacados
- Brandon Brooks
- Sam Coleman
- Adam Constantine
- Darrin Dorsey
- Murphy Holloway
- Jer'Vaughn Johnson
- Errick McCollum
- Adam McCoy
- Leslie McDonald
- Maurice McNeil
- Marshall Moses
- Haminn Quaintance
- Lary Rhymes
- DeAngelo Riley
- Shannon Shorter
- Vernon Teel
- Brian Tolbert
- Billy White
- Or Plavnik
- Vernon Goodridge
- Freddie Goldstein
- Maurice Hampton
- Sean Labanowski
- Uriel Trocki